# Moro (Arkansas)
Pour les articles homonymes, voir Moro.
Moro est un village situé dans l’État américain de l'Arkansas, dans le comté de Lee.